# Best of My Love (Eagles)
Best of My Love is een nummer van de Amerikaanse band Eagles uit 1974. Het is de derde en laatste single van hun derde studioalbum On the Border.
Velen denken dat het nummer gaat over een man en een vrouw die stapelverliefd op elkaar zijn. Het tegenovergestelde is echter het geval; Best of My Love gaat over een scheiding. Voor de tekst van de ballad haalde zanger Don Henley de inspiratie uit zijn scheiding met zijn toenmalige vriendin Suzannah Martin. Het nummer werd een grote hit in Noord-Amerika en haalde de nummer 1-positie in de Amerikaanse Billboard Hot 100. Hoewel het nummer in Nederland en Vlaanderen de hitlijsten niet bereikte, werd het er wel een radiohit.

## Covers
- John Lees bracht in 1974 zijn versie uit op single en was de Eagles een stap voor.
- The 5th Dimension bracht het datzelfde jaar uit op hun album Soul and Inspiration.
- Yvonne Elliman coverde het voor haar album Rising Sun uit 1975
- De Zuid-Afrikaanse trompettist Hugh Masekela nam het op voor zijn album Melody Maker uit 1976.
- Reggaeband Aswad coverde het op hun album Too Wicked uit 1990.
- Rod Stewart nam het op voor zijn coversalbum Still the Same... uit 2006